# Турівська сільська рада (Баранівський район)
Турівська сільська рада (Туровська сільська рада) — колишня адміністративно-територіальна одиниця та орган місцевого самоврядування у Баранівському і Довбишському (Мархлевському, Щорському) районах Волинської округи, Київської та Житомирської областей Української РСР з адміністративним центром у селі Турова.

## Населені пункти
Сільській раді на час ліквідації були підпорядковані населені пункти:
- с. Дорогань;
- с. Зятинець;
- с. Турова.

## Населення
Кількість населення ради станом на 1923 рік становила 691 особу, кількість дворів — 142.
У 1926 році чисельність населення сільської ради становила 823 особи, селянських господарств — 178. Чисельність населення польської національности становила 736 осіб (89,4 %).
Кількість населення ради станом на 1931 рік становила 901 особу.

## Історія та адміністративний устрій
Створена 1923 року в складі сіл Грабовець, Турова та хуторів Берне і Язвинка Рогачівської волості Новоград-Волинського повіту Волинської губернії. 18 лютого 1923 року, відповідно до рішення Волинської ГАТК (протокол № 1 «Про об'єднання населених пунктів у сільради, зміну складу і центрів сільрад»), підпорядковано х. Сюмачко Любарсько-Гутянської сільської ради Рогачівської волості. 7 березня 1923 року включена до складу новоствореного Баранівського району Житомирської округи. 1 вересня 1925 року включена до складу новоствореного Довбишського (згодом — Мархлевський) району Житомирської (згодом — Волинська) округи. 17 жовтня 1935 року, внаслідок ліквідації Мархлевського району, сільську раду передано до складу Баранівського району Київської області. 14 травня 1939 року, відповідно до указу Президії Верховної ради Української РСР «Про утворення Щорського району Житомирської області», сільська рада увійшла до складу новоствореного Щорського (згодом — Довбишський) району Житомирської області. Станом на 1 жовтня 1941 року хутори Берне та Язвинка не значилися на обліку населених пунктів.
Станом на 1 вересня 1946 року сільська рада входила до складу Довбишського Житомирської області, на обліку в раді перебувало с. Турова.
2 вересня 1954 року, відповідно до рішення Житомирського облвиконкому № 1087 «Про перечислення населених пунктів в межах районів Житомирської області», підпорядковано села Дорогань Мар'янівської сільської ради, Зятинець Адамівської сільської ради та Ожгів Биківської селищної ради Довбишського району. 28 листопада 1957 року, внаслідок ліквідації Довбишського району, передана до складу Баранівського району Житомирської області. 5 березня 1959 року, відповідно до рішення Житомирського ОВК № 161 «Про ліквідацію та зміну адміністративно-територіального поділу окремих сільських рад області», с. Ожгів передане до складу Мар'янівської сільської ради Баранівського району.
Ліквідована 11 січня 1960 року, відповідно до рішення Житомирського облвиконкому № 2 «Про зміни в адміністративно-територіальному поділі сільських рад в районах області», територію ради та населені пункти ради приєднано до складу Мар'янівської сільської ради Баранівського району Житомирської області.